# Anzianità al Senato degli Stati Uniti d'America
Il senatore senior e il senatore junior sono termini comunemente usati dai media statunitensi per descrivere i senatori statunitensi. Ogni Stato americano ha diritto a due senatori; fra i due, il senatore in carica continuativamente da più tempo è convenzionalmente chiamato senatore "senior", l'altro è il senatore "junior". Se entrambi sono eletti allo stesso tempo (ad esempio, uno in una regolare elezione, l'altro in una elezione suppletiva), è considerato "senior" colui che giura per primo.
Non esiste una differenza ufficiale in diritti o poteri, anche se le regole del Senato danno più poteri ai senatori con la maggiore anzianità. Generalmente il senatore con la maggiore anzianità avrà più poteri, anche se essere un senatore del partito di maggioranza è più vantaggioso che essere un senatore senior
Ecco alcuni privilegi riservati ai senatori "senior" dal Senato statunitense:
- I senatori ricevono un trattamento preferenziale, in base all'anzianità, nell'assegnazione delle commissioni. Anche se la presidenza di una commissione è una carica elettiva, è tradizionalmente affidata al senatore di maggioranza con la maggiore anzianità. Il vice presidente di una commissione è generalmente il senatore di minoranza con la maggiore anzianità.
- Una maggiore anzianità permette al senatore di scegliere un banco nelle prime file del Senato.

Tradizionalmente, l'anzianità conferisce più influenza. Di conseguenza, è piuttosto difficile per i membri con minore anzianità dei due rami del Congresso avere un impatto significativo sulle scelte politiche. Eccezione fu Joseph McCarthy (eletto al Senato nel 1946), che fu il senatore junior di Alexander Wiley (eletto nel 1938)